# Raïon de Kstovo
Le raïon de Kstovo (russe : Ксто́вский райо́н) est un territoire administratif (arrondissement) de l'oblast de Nijni Novgorod en Russie. Il appartient au raïon municipal de Kstovo et se trouve au milieu de l'oblast, s'étendant sur 1 225 km2. Le chef-lieu d'arrondissement est la ville de Kstovo. Il avait une population de 112 823 habitants en 2010 - dont 59,1 % vivaient à Kstovo - et de 122 131 habitants en 2023.

## Géographie
Le raïon de Kstovo se trouve sur la rive sud de la Volga. La partie occidentale du raïon confine à la grande ville de Nijni Novgorod. Elle s'apparente de plus en plus à une banlieue avec une urbanisation qui se développe et de grands magasins étroitement liés à la vie de la ville. La partie orientale du raïon, en revanche, demeure plus rurale avec de la culture de pomme de terre, de betterave, de céréales, des pâturages pour le bétail alternant avec des forêts, des zones de datchas, pour les résidences secondaires.

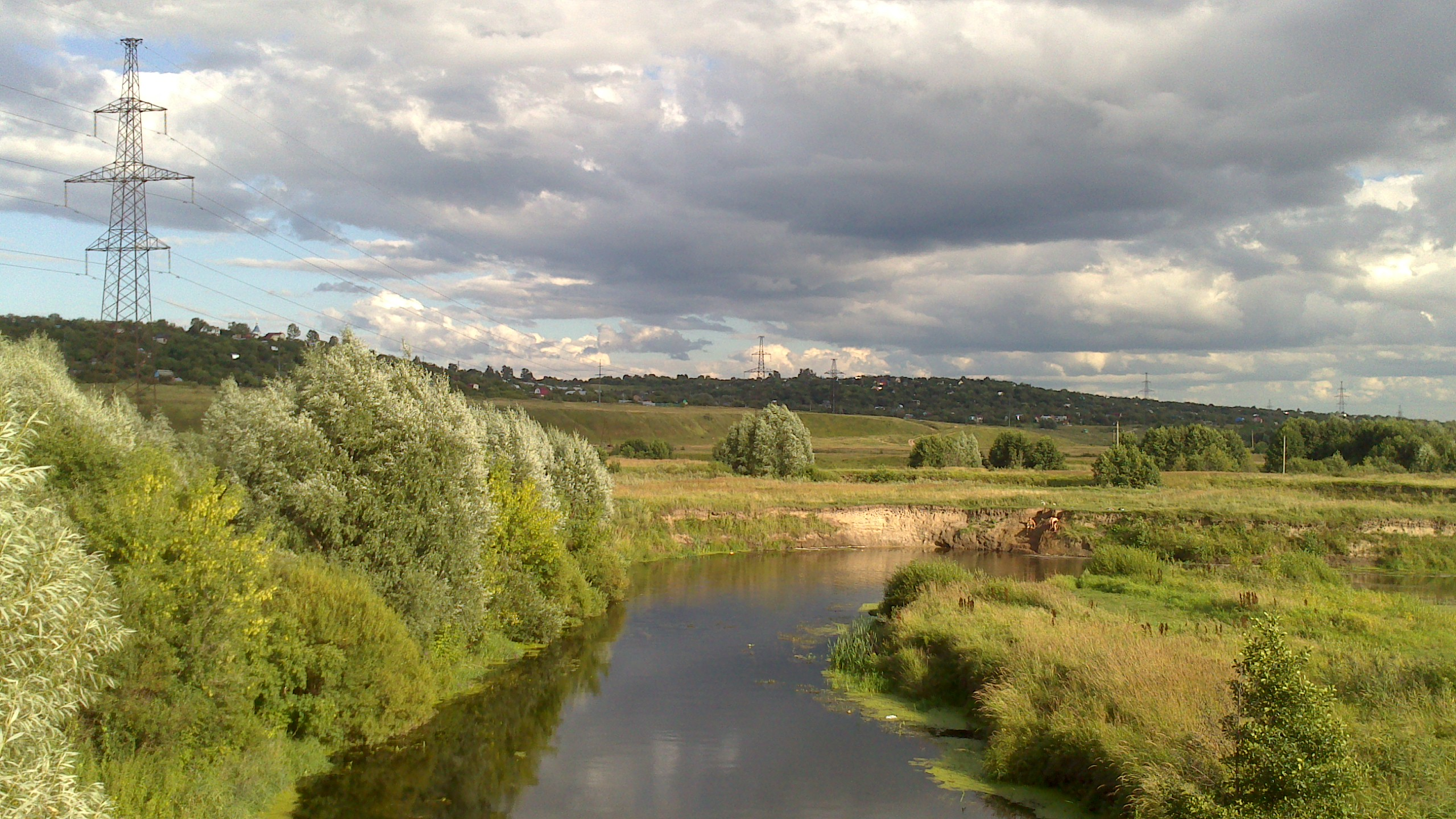
Bords de la rivière Koudma
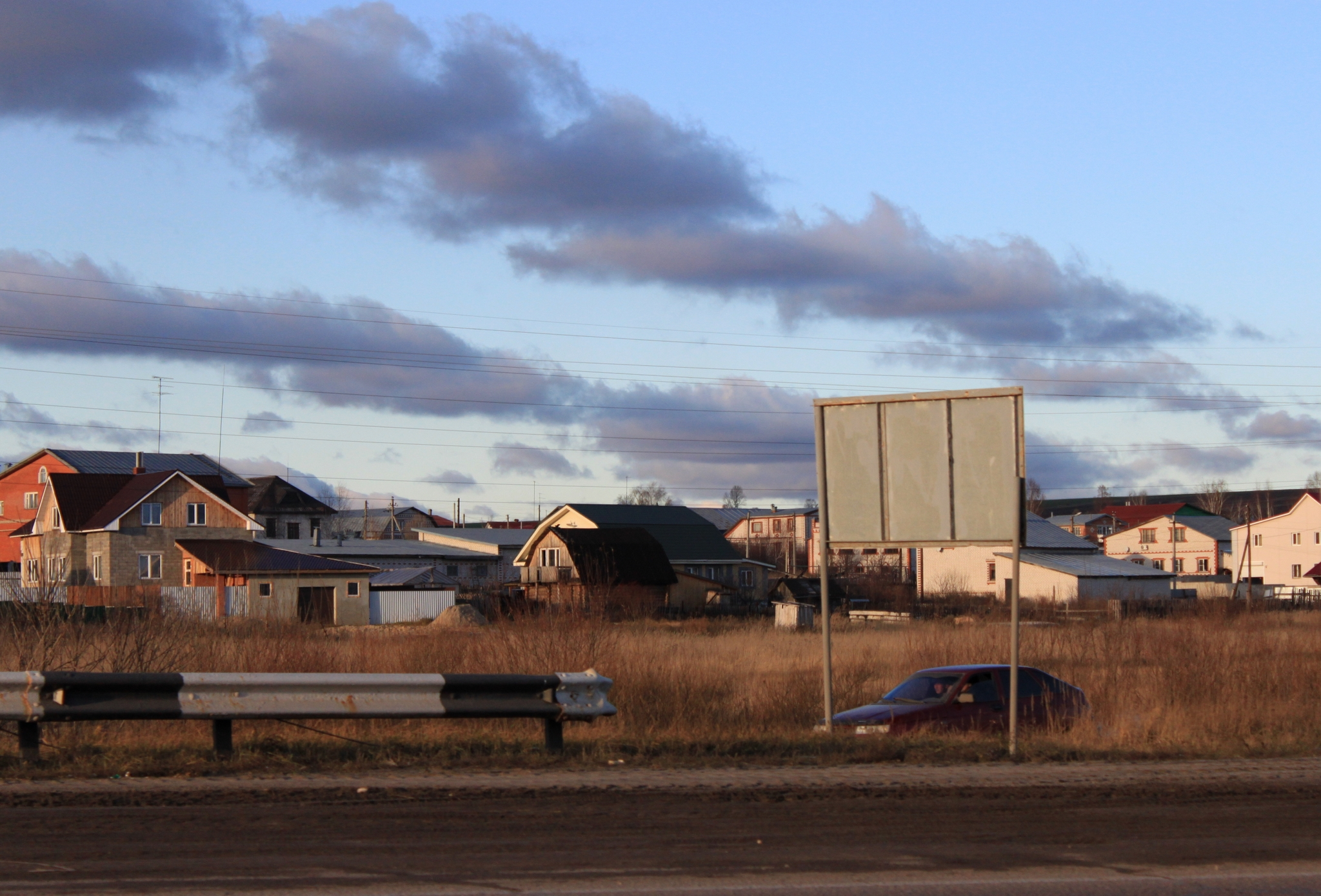
Blijneïe Borissovo
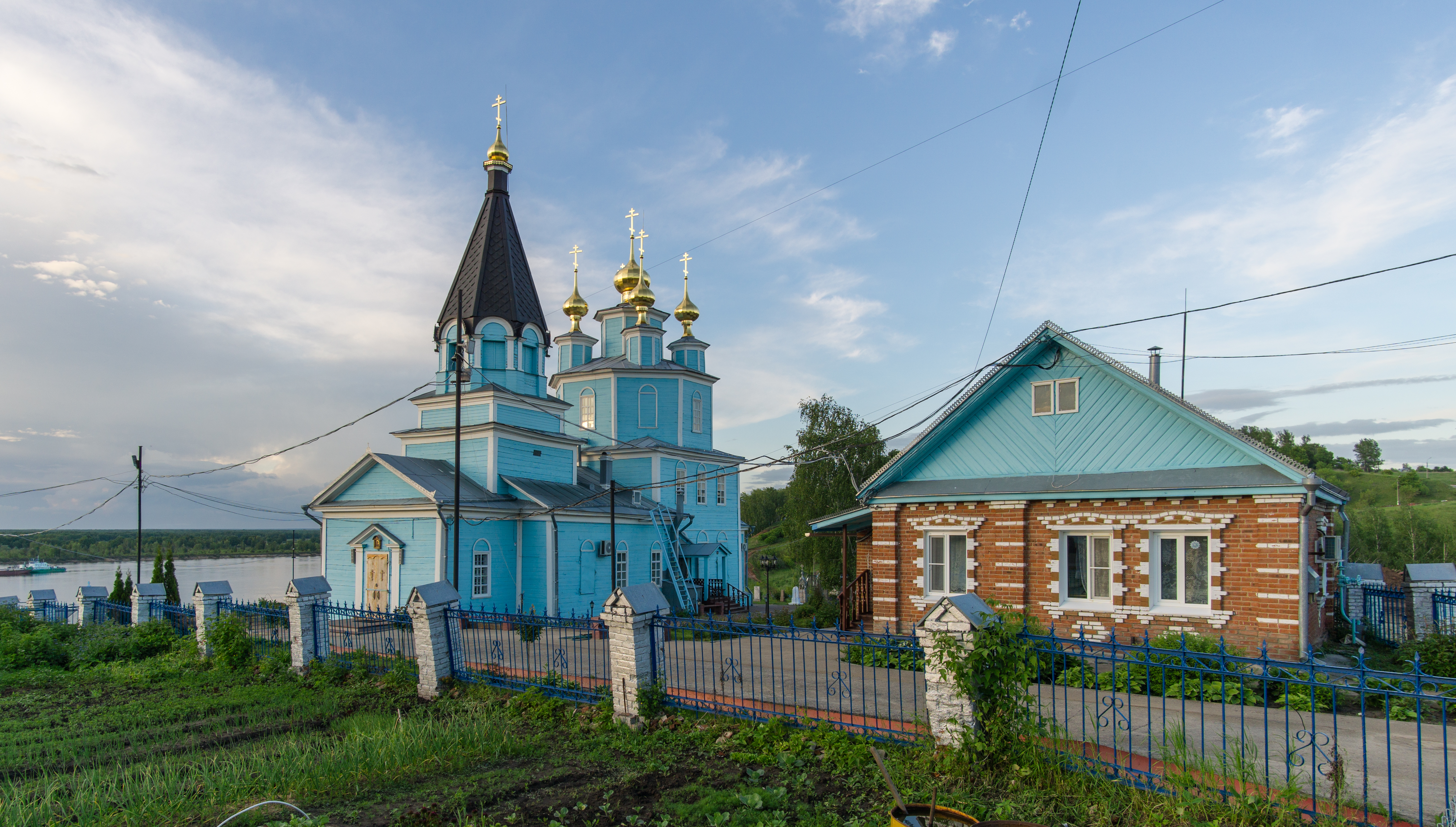
L'église Notre-Dame-de-Kazan de Veliky Vrag

## Histoire
Le raïon a été formé en 1929 et a reçu son nom actuel en 1930.

## Culture
Le patrimoine de cet arrondissement comprend plusieurs lieux d'intérêt dont l'église Notre-Dame-de-Kazan du village de Veliky Vrag (au nord-est de Kstovo), construite en 1792,, ou l'église Notre-Dame-de-Kazan de Bezvodnoïe construite à la fin du XIXe siècle.

## Subdivisions
L'arrondissement, en plus de la ville de Kstovo, comprend treize conseils ruraux qui regroupent chacun plusieurs localités. Leurs sièges administratifs sont à Afonino, Bezvodnoïe, Blijneïe Borissovo, Bolchoïe Mokroïe, Jdanovski, Novolikeïevo, Podlessovo, Prokochevo, Rabotki, Selektsionnoï stantsi, Tchernoukha, Tchernychikha et Zaproudnoïe.
| Liste des localités du raïon | Liste des localités du raïon | Liste des localités du raïon |
| Localités                    | Statut                       | Population Recensement 2010  |
| ---------------------------- | ---------------------------- | ---------------------------- |
| Kstovo                       | ville                        | 62 208 (pop 2023)            |
| Abatourovo                   | hameau                       | 66                           |
| Ankoudinovka                 | hameau                       | 5226 (pop 2021)              |
| Ankoudinovka                 | village-gare                 | 66                           |
| Afonino                      | hameau                       | 6020 (pop 2021)              |
| Atchapnoïe                   | village                      | 7                            |
| Bezvodnoïe                   | village                      | 1067                         |
| Blijneïe Borissovo           | village                      | 1273                         |
| Bolchaïa Yelnia              | village                      | 603                          |
| Bolchoï Lebedevo             | hameau                       | 38                           |
| Bolchoï Morkoïe              | village                      | 1553                         |
| Barbarskoïe                  | village                      | 134                          |
| Veliki Drag                  | village                      | 531                          |
| Veredeïevo                   | village                      | 15                           |
| Verchinino                   | hameau                       | 7                            |
| Vetchak                      | hameau                       | 151                          |
| Vladimirovka                 | hameau                       | 55                           |
| Voljski                      | hameau                       | 840                          |
| Voltchikha                   | hameau                       | 11                           |
| Vyïezdnoïe                   | village                      | 16                           |
| Vyssokovo                    | hameau                       | 0                            |
| Viazovka                     | village                      | 1495                         |
| Golochoubikha                | hameau                       | 7                            |
| Gorny Borok                  | hameau                       | 56                           |
| Goriankovo                   | hameau                       | 20                           |
| Griaznovka                   | hameau                       | 6                            |
| Dokoukino                    | hameau                       | 19                           |
| Dolgaïa Poliana              | hameau                       | 24                           |
| Droujny                      | possiolok                    | 2229                         |
| Ielkhovka                    | village                      | 19                           |
| Jdanovski                    | possiolok                    | 7701 (pop 2021)              |
| Zavrajnaïa Sloboda           | village                      | 12                           |
| Zaproudnoïe                  | village                      | 1834                         |
| Zeletsino                    | hameau                       | 382                          |
| Zimionki                     | hameau                       | 342                          |
| Iguichtchi                   | hameau                       | 12                           |
| Igoumnovo                    | village                      | 168                          |
| Iskra                        | possiolok                    | 10                           |
| Kadnitsy                     | village                      | 12                           |
| Kalinino                     | hameau                       | 10                           |
| Kamenka                      | hameau                       | 8                            |
| Karabatovo                   | hameau                       | 108                          |
| Karaulovo                    | hameau                       | 376                          |
| Keleïnikovo                  | hameau                       | 18                           |
| Kozlovka                     | hameau                       | 4                            |
| Kozlovka                     | hameau                       | 378                          |
| Konnovka                     | hameau                       | 18                           |
| Korovino                     | hameau                       | 8                            |
| Krasnogorka                  | hameau                       | 2                            |
| Krasnogorka                  | hameau                       | 7                            |
| Krasnosselovo                | hameau                       | 17                           |
| Krivaïa Chiolokcha           | hameau                       | 28                           |
| Kroutaïa                     | hameau                       | 157                          |
| Kroutets                     | hameau                       | 21                           |
| Kouvardino                   | hameau                       | 8                            |
| Kouzminka                    | hameau                       | 574                          |
| Koultoura                    | possiolok                    | 137                          |
| Lavrovka                     | hameau                       | 44                           |
| Lapchleï                     | hameau                       | 98                           |
| Leninskaïa Sloboda           | possiolok                    | 31                           |
| Polatichtchi                 | village                      | 8                            |
| Lougovoï Borok               | village                      | 9                            |
| Lyapissi                     | village                      | 25                           |
| Maïdan                       | hameau                       | 261                          |
| Malaïa Ielnia                | hameau                       | 101                          |
| Malinovka                    | hameau                       | 181                          |
| Mechikha                     | hameau                       | 23                           |
| Mitino                       | hameau                       | 214                          |
| Mikhalchikovo                | hameau                       | 215                          |
| Moukhanovo                   | hameau                       | 11                           |
| Nikoulskoïe                  | hameau                       | 747                          |
| Novaïa Derevnia              | hameau                       | 132                          |
| Novaïa Pouner                | hameau                       | 2                            |
| Novolikeïevo                 | hameau                       | 2716                         |
| Novonikolaïevka              | hameau                       | 13                           |
| Novié Kliouchichtchi         | village                      | 156                          |
| Opalikha                     | hameau                       | 428                          |
| Opytny                       | hameau                       | 170                          |
| Podvalikha                   | hameau                       | 144                          |
| Podlessovo                   | hameau                       | 1163                         |
| Popadeïka                    | hameau                       | 0                            |
| Potchinok                    | hameau                       | 0                            |
| Potchinok                    | hameau                       | 3                            |
| Prokochevka                  | hameau                       | 2                            |
| Prokochevo                   | hameau                       | 1753                         |
| Rabotki                      | village                      | 2151                         |
| Ramechki                     | hameau                       | 16                           |
| Rjavka                       | hameau                       | 454                          |
| Roïka                        | hameau                       | 225                          |
| Roumiantsevo                 | hameau                       | 110                          |
| Sadovsky                     | possiolok                    | 334                          |
| Selektsionnoï stantsi        | possiolok                    | 2492                         |
| Semenichtchi                 | hameau                       | 0                            |
| Sementsevo                   | hameau                       | 8                            |
| Semet                        | village                      | 55                           |
| Serkovo                      | hameau                       | 13                           |
| Sloboda                      | village                      | 417                          |
| Slopenets                    | hameau                       | 5                            |
| Sokolichtchi                 | hameau                       | 7                            |
| Sokolovo                     | village                      | 14                           |
| Sonino                       | hameau                       | 16                           |
| Spirino                      | hameau                       | 20                           |
| Starié Kliouchichtchi        | hameau                       | 41                           |
| Stoudenets                   | hameau                       | 154                          |
| Tatinets                     | village                      | 102                          |
| Tachlykovo                   | hameau                       | 0                            |
| Tolmatchevo                  | village                      | 112                          |
| Tolstobino                   | hameau                       | 54                           |
| Outetchino                   | hameau                       | 158                          |
| Fediakovo                    | village                      | 554                          |
| Frolovskoïe                  | hameau                       | 197                          |
| Tséden                       | hameau                       | 16                           |
| Tchaglava                    | hameau                       | 86                           |
| Tcheremisski                 | possiolok                    | 45                           |
| Tcheremisskoïe               | hameau                       | 198                          |
| Tchernoukha                  | village                      | 1811                         |
| Tchernytchikha               | village                      | 958                          |
| Tchetchenino                 | hameau                       | 226                          |
| Chava                        | village                      | 356                          |
| Chiolokcha                   | village                      | 2254                         |
| Chermenevo                   | hameau                       | 10                           |
| Chmoïlovo                    | hameau                       | 47                           |

## Économie
L'économie de l'arrondissement repose sur des entreprises industrielles situées dans et autour de la ville de Kstovo. Le reste est essentiellement agricole, bien que l'entreprise de métallurgie de Bezvodnoïé et la briqueterie d'Afonino soient bien connues dans la région.
L'un des grands complexes commerciaux de la région métropolitaine de Nijni Novgorod, avec IKEA et Auchan en particulier, se trouve près de Fediakovo. Situé à la fois près de Nijni Novgorod et Kstovo, cette zone commerciale était reliée au début à ces deux villes par des navettes gratuites. Aujourd'hui, ce sont des lignes d'autobus.